# 室戶號列車
室戶號列車（日语： Muroto）曾是由四國旅客鐵道（JR四國）運行的特急列車，來往德島站與牟岐站及單向由阿波海南站開出的牟岐線路段，全線皆位於德島縣內。但列車名稱的由來卻是從高知縣東邊的著名景點室戶岬而命名。由於當年日本國鐵打算把路線由牟岐一直伸延至高知縣的後免站，當中會途經室戶市，因此便取其著名景點室戶岬燈塔來命名。但受到1980年《國鐵再建法》所影響，工程遭凍結，再加上牟岐線本身也是一條虧蝕的路線，1973年伸延至海部站時，班次亦頗為稀疏，所以國鐵最終並沒有打算重新啟動工程，而列車也從來未能駛至室戶市內。其車徽標誌為室戶岬燈塔上所射出的光線、岬邊的懸崖及海面所組成。
過去同路線上曾經出現過多個不同版本的「室戶號列車」，最早可以追朔至1962年來往高松站至牟岐站的準急列車。而該列車已於2025年3月14日隨著時刻表改正而停駛。

## 背景

### 現行模式
現時室戶號列車的運行模式，是於1999年3月13日隨當時時間表改正時所確立的，是把先前在牟岐線內行走的特急列車「渦潮」統一為只行走高德線內的路段，而行駛牟岐線的路段則獨立成線，並冠名「室戶」。至於轉入德島線的特急班次，則仍然稱作「劍山」。後來為防止乘客於德島站上誤乘前往「牟岐線」方向的劍山號列車為前往「德島線」的列車，2009年3月14日時間表改正時，把由阿波池田站開出的「劍山」班次改稱為「室戶」，而由海部/牟岐開出的班次則維持稱為「劍山」。2014年3月15日時間表改正時，德島線和牟岐線之間的直通特急列車被廢除，自此牟岐線內的特急列車名稱便統一起來。
2006年6月1日，為方便通勤及通學，於上、下午繁忙時段開設了來往德島與阿南站的短程「室戶」，成為當時日本鐵路中最短的特急路線。2008年3月15日的時間表改正，短程「室戶」改稱為「Home Express阿南」（ホームエクスプレス阿南）並定期化，一直至2019年3月16日時間表改正為止。

### 過往模式
「室戶號列車」最先出現於1962年7月18日，當時行駛於高松～牟岐之間，等級為「準急」列車；1966年昇格為「急行」列車。直至1988年，隨原來行駛高松～德島的急行列車「阿波」昇格為「渦潮」，「阿波」的名稱便改用在原來「室戶」上，第1代名稱就此結束。

## 運行概況
2020年度時間表改正時，每日只開出1對來回班次，早上由海部開出，晚上由德島開出。另外，因應阿佐海岸鐵道正進行導入雙模式車輛（DMV）的改善工程，2020年7月18日起牟岐～海部之間的服務暫停，室戶號亦不能駛入此路段。室戶號在牟岐～海部的路段為普通列車行走，停靠沿途各站。停駛期間，列車改由牟岐站開出。DMV工程完成後，早上班次恢復，但改由阿波海南開出，並以普通列車先駛至牟岐後再改為特急列車。

### 停車站
德島 - 阿波富田 - 南小松島 - 羽之浦 - 阿南 - 阿波橘 - 桑野 - 新野 - 由岐 - 日和佐 - 牟岐
- 以下路段只限單向營運，各站停車：

牟岐 ← 鯖瀨 ← 淺川 ← 阿波海南

### 使用車輛、編成
由高松運轉所所屬的185系氣動車負責行駛。為2輛編成，1號車廂內的16張座椅為指定席（第12至15列）。

## 歷史

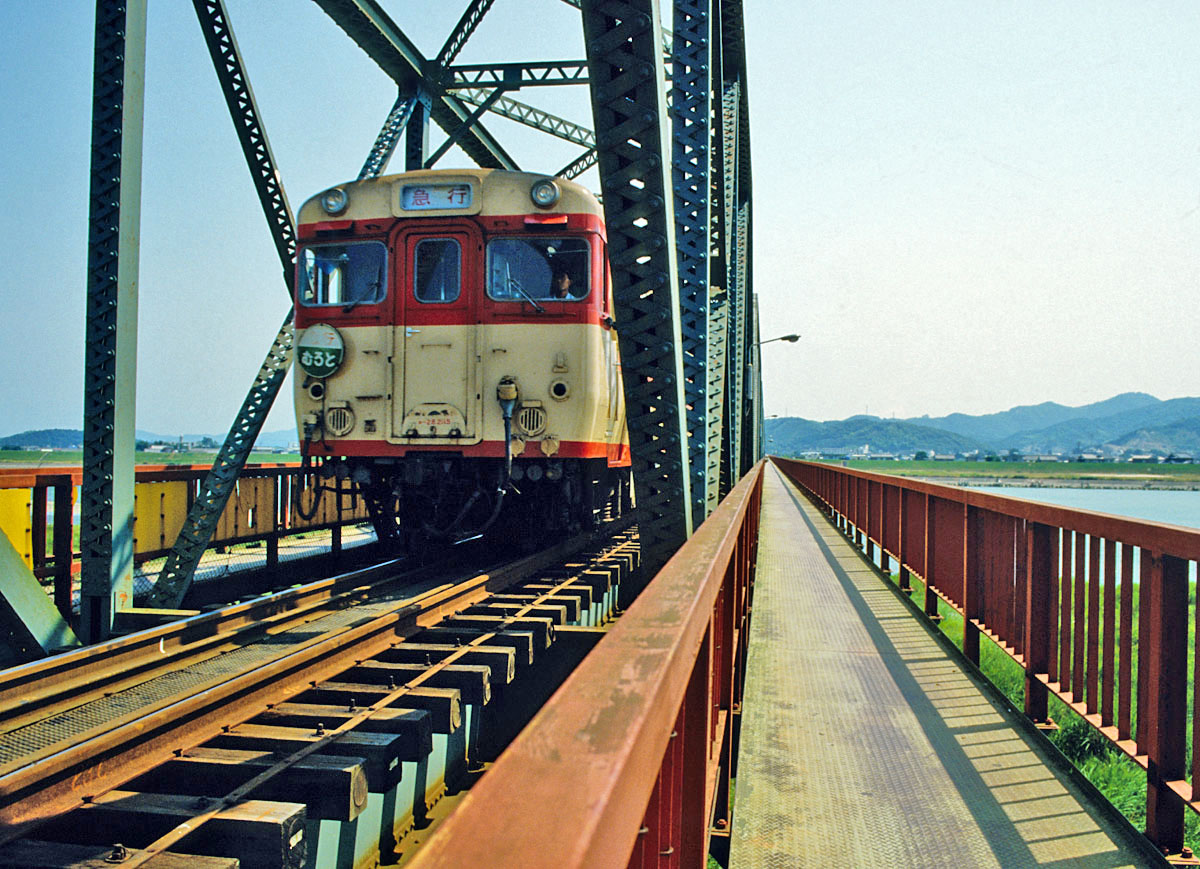
1985年於那賀川鐵橋上行駛中的急行「室戶」。

### 第一代「室戶號列車」
- 1962年7月18日：高松站～牟岐站準急列車「室戶」開始行駛。
- 1966年：等級由「準急」昇格至「急行」。
- 1988年：因應高松站～德島站急行列車「阿波」昇格至特急列車「渦潮」，急行「室戶」改稱為急行「阿波」。名稱消滅。
- 1990年：急行「阿波」昇格為「渦潮」。

### 第二代「室戶號列車」
- 1999年3月13日：時間表改正，駛入牟岐線的渦潮號列車縮短至德島站，德島～甲浦間的2班下行、1班上行，德島～牟岐間的1來回特急班次改稱為「室戶」，名稱重用。至於直通德島線的1上行班次則仍稱為「劍山」[2]。
- 2000年3月11日：時間表改正，「室戶」變更為甲浦→德島1班、海部→德島1班、德島→牟岐1班，其餘為直通直通德島線的「劍山」（下行1班、上行2班）。
- 2001年：

- 3月3日：取消駛入阿佐海岸鐵道甲浦站的所有班次，變更為德島～海部2班下行，1班上行。
- 10月1日：所有列車加停桑野站。

- 2005年3月27日：塗上日本國鐵色的KiHa58系（日语：国鉄キハ58系気動車）及KiHa65系（日语：国鉄キハ65形気動車）的2輛編成列車再次行駛急行「室戶」特別班次。
- 2006年6月1日：加開下午通勤時段德島～阿南臨時列車班次，編號為51-54號。
- 2007年10月21日：塗上日本國鐵色的KiHa58系及KiHa65系的2輛編成列車二度再次行駛急行「室戶」特別班次，對比2005年的特別運行，本次只限於在牟岐線上行走。
- 2008年3月15日：時間表改正，臨時列車51-54號改稱為「Home Express阿南」1-4號，其中1班上行改為早上通勤時段服務，同時推行全面禁煙[5]。
- 2009年3月14日：時間表改正，為防止誤乘情況，由阿波池田站開出的「劍山」班次改稱為「室戶」，「室戶」首次駛入德島線[6]。
- 2011年3月12日：時間表改正，上午時段「Home Express阿南」與「劍山」統合，另外1來回班次臨時加停新野站及阿波橘站[7]。
- 2012年3月17日：時間表改正，取消「Home Express阿南」3號，剩下1來回班次[8]。
- 2014年3月15日：時間表改正，德島線和牟岐線之間的直通特急列車被廢除，由阿波池田站開出的「室戶」縮短至德島站，並改回稱「劍山」，由牟岐開出的「劍山」班次亦縮短至德島，也改稱為「室戶」[9]。
- 2019年3月16日：時間表改正，因應牟岐線改為以固定時間發車及普通列車化，「Home Express阿南」被全部取消，「室戶」亦由原本的3來回減至只剩1來回，早上由牟岐開出，晚上由德島開出，牟岐～海部路段取消[10][11]。
- 2020年3月14日：時間表改正，早上班次恢復由海部開出，海部～牟岐一段仍然維持各站停車[12]。
  - 7月18日：牟岐～海部間因進行導入雙模式車輛（DMV）的改善工程，列車服務暫停，改以替代巴士行走。室戶2號無法服務牟岐～海部間的車站，並改以牟岐為臨時起點[13]，預計至2021年1月31日為止。
- 2024月12月13日，JR四國宣布室戶號列車將於2025年3月隨著時刻表改點而停駛[14][15][16][17]。
- 2025年3月15日:停駛[1][18][19][20]。